# Petar Krpan
Petar Krpan (Osijek, Croacia 1 de julio de 1974) es un futbolista retirado croata que jugó como delantero y fue miembro de la selección de fútbol de Croacia que participó en la Copa Mundial de fútbol de 1998.

## Trayectoria
Nacido en Osijek, comenzó su carrera en el club de su ciudad natal NK Osijek y se trasladó a Sporting Clube de Portugal en 1998.
En enero de 2000 en Portugal, se marchó al União de Leiria y jugó para el club hasta el verano de 2001. Después regresó a Croacia y jugó una temporada en el NK Zagreb, NK Osijek y HNK Hajduk Split, antes de regresar al União de Leiria en la temporada 2004 – 2005. Fue un elemento importante del ataque durante la campaña, cuando su equipo evitó por muy poco el descenso de la primera división, anotando en un 1-1 en un partido fuera de casa contra el FC Porto.
En 2005, una vez más volvió a su país para unirse al HNK Rijeka, donde pasó una temporada antes de pasar a la segunda división con el NK Inter Zaprešić.

### Clubes
| Club                | País          | Año           | Partidos | Goles | Media |
| ------------------- | ------------- | ------------- | -------- | ----- | ----- |
| N.K. Osijek         | Croacia       | 1994 - 1998   | 115      | 32    | 0.28  |
| Sporting Clube      | Portugal      | 1998 - 1999   | 32       | 4     | 0.13  |
| U.D. Leiria         | Portugal      | 1999 - 2001   | 48       | 5     | 0.1   |
| N.K. Osijek         | Croacia       | 2001          | 12       | 6     | 0.5   |
| N.K. Zagreb         | Croacia       | 2002          | 18       | 7     | 0.39  |
| H.N.K. Hajduk Split | Croacia       | 2002 - 2004   | 69       | 23    | 0.33  |
| U.D. Leiria         | Portugal      | 2004 - 2005   | 31       | 5     | 0.16  |
| H.N.K. Rijeka       | Croacia       | 2005 - 2006   | 23       | 5     | 0.22  |
| Jiangsu Sainty      | China         | 2006          | 6        | 3     | 0.5   |
| N.K. Inter Zaprešić | Croacia       | 2006 - 2007   | 18       | 13    | 0.72  |
| Total carrera       | Total carrera | Total carrera | 351      | 103   | 0.29  |

## Estadísticas

### Clubes
| N.K. Osijek · Croacia |               |               |     |    |    |    |    |     |     |      |      |
| 1.ª | 1994-95       | 9             | 3   | 4  | 0  | -  | -  | 13  | 3   | 0.23 |      |
| 1.ª | 1995-96       | 26            | 7   | 5  | 2  | 2  | 0  | 33  | 9   | 0.27 |      |
| 1.ª | 1996-97       | 27            | 5   | 5  | 2  | -  | -  | 32  | 7   | 0.22 |      |
| 1.ª | 1997-98       | 31            | 10  | 1  | 1  | -  | -  | 32  | 11  | 0.34 |      |
| 1.ª | 1998          | 3             | 1   | -  | -  | 2  | 1  | 5   | 2   | 0.4  |      |
| 1.ª | 2001          | 11            | 6   | 1  | 0  | -  | -  | 12  | 6   | 0.5  |      |
| Total club | Total club    | 85            | 32  | 16 | 5  | 4  | 1  | 105 | 38  | 0.36 |      |
| Sporting Clube Portugal |               |               |     |    |    |    |    |     |     |      |      |
| 1.ª | 1998-99       | 29            | 3   | 1  | 1  | -  | -  | 30  | 4   | 0.13 |      |
| 1.ª | 1999          | 2             | 0   | -  | -  | -  | -  | 2   | 0   | 0    |      |
| Total club | Total club    | 31            | 3   | 1  | 1  | -  | -  | 32  | 4   | 0.13 |      |
| U.D. Leiria Portugal |               |               |     |    |    |    |    |     |     |      |      |
| 1.ª | 1999-00       | 19            | 2   | 1  | 0  | -  | -  | 20  | 2   | 0.1  |      |
| 1.ª | 2000-01       | 27            | 3   | 1  | 0  | -  | -  | 28  | 3   | 0.11 |      |
| 1.ª | 2004-05       | 26            | 5   | 2  | 0  | 3  | 0  | 31  | 5   | 0.16 |      |
| Total club | Total club    | 72            | 10  | 5  | 0  | 3  | 0  | 80  | 10  | 0.13 |      |
| N.K. Zagreb · Croacia |               |               |     |    |    |    |    |     |     |      |      |
| 1.ª | 2002          | 14            | 5   | -  | -  | -  | -  | 14  | 5   | 0.36 |      |
| 1.ª | 2002          | 1             | 1   | 1  | 1  | 2  | 0  | 4   | 2   | 0.5  |      |
| Total club | Total club    | 15            | 6   | 1  | 1  | 2  | 0  | 18  | 7   | 0.39 |      |
| H.N.K. Hajduk Split · Croacia |               |               |     |    |    |    |    |     |     |      |      |
| 1.ª | 2002-03       | 27            | 9   | 7  | 1  | -  | -  | 34  | 10  | 0.29 |      |
| 1.ª | 2003-04       | 28            | 12  | 1  | 0  | 6  | 1  | 35  | 13  | 0.37 |      |
| Total club | Total club    | 55            | 21  | 8  | 1  | 6  | 1  | 69  | 23  | 0.33 |      |
| H.N.K. Rijeka · Croacia |               |               |     |    |    |    |    |     |     |      |      |
| 1.ª | 2005-06       | 17            | 4   | 4  | 0  | 2  | 1  | 23  | 5   | 0.22 |      |
| Total club | Total club    | 17            | 4   | 4  | 0  | 2  | 1  | 23  | 5   | 0.22 |      |
| Jiangsu Sainty China |               |               |     |    |    |    |    |     |     |      |      |
| 2.ª | 2006          | 6             | 3   | -  | -  | -  | -  | 6   | 3   | 0.5  |      |
| Total club | Total club    | 6             | 3   | -  | -  | -  | -  | 6   | 3   | 0.5  |      |
| N.K. Inter Zaprešić · Croacia |               |               |     |    |    |    |    |     |     |      |      |
| 2.ª | 2006-07       | 16            | 11  | 2  | 2  | -  | -  | 18  | 13  | 0.72 |      |
| Total club | Total club    | 16            | 11  | 2  | 2  | -  | -  | 18  | 13  | 0.72 |      |
| N.K. Grafičar Vodovod · Croacia |               |               |     |    |    |    |    |     |     |      |      |
| 3.ª | 2007-08       | 14            | 5   | -  | -  | -  | -  | 14  | 5   | 0.36 |      |
| 3.ª | 2008-09       | 0             | 0   | 1  | 0  | -  | -  | 1   | 0   | 0    |      |
| Total club | Total club    | 14            | 5   | 1  | 0  | -  | -  | 15  | 5   | 0.33 |      |
| Total carrera | Total carrera | Total carrera | 297 | 90 | 37 | 10 | 17 | 3   | 351 | 103  | 0.29 |
| (1)Incluye datos de la Copa de Croacia, Supercopa de Croacia y Copa de Portugal. (2)Incluye datos de la Liga Europea de la UEFA y Copa Intertoto. |               |               |     |    |    |    |    |     |     |      |      |

## Selección nacional
En 1998 jugó tres partidos internacionales con la selección croata, todos como sustituto en la segunda parte. Hizo su debut el 6 de junio en un partido amistoso contra Australia, en Zagreb.
Fue miembro del equipo que logró el tercer lugar en la Copa Mundial de fútbol de 1998 donde hizo una aparición, jugando los últimos 15 minutos del partido contra Rumania (1-0).

### Participaciones en Copas del Mundo
| Mundial                | Sede    | Resultado    | Partidos |
| ---------------------- | ------- | ------------ | -------- |
| Copa Mundial FIFA 1998 | Francia | Tercer lugar | 1        |
| Total                  | –       | –            | 1        |